# Rio Creaţa
O Rio Creaţa é um rio da Romênia, afluente do Şercăiţa, localizado no distrito de Braşov.